# マンチェスター・ユナイテッドFC.リザーブ
マンチェスター・ユナイテッドFC.リザーブ（Manchester United Football Club Under-21s）は、イングランド・プレミアリーグのマンチェスター・ユナイテッドの若手チームのこと。プレミアリーグの中でも育成が優秀で、トップチームに多くのユース出身選手を輩出している。

## 略歴
- 2012年から新設されたU-21プレミアリーグに所属している。

- 2016年からはコーチをしていたニッキー・バットが代表を務める。[2]

- 2016年4月、U-21プレミアリーグでリーグ連覇を果たす。[3]

## タイトル
- プレミアリザーブリーグ：2001-02年、2004-05年、2005-06年、2009-10年、2010-11年、2011-12年
- U-21プレミアリーグ：2012-2013年、2014-2015年、2015-2016年

## 歴代選手

### GK
- ロン＝ロベルト・ツィーラー
- ベン・エイモス
- トム・ヒートン
- サム・ジョンストン
- ディーン・ヘンダーソン

### DF
- フィリップ・ネヴィル
- ガリー・ネヴィル
- ウェズ・ブラウン
- フィル・バーズリー
- ジョニー・エヴァンズ
- コリー・エヴァンス
- ライアン・ショウクロス
- トム・ソープ
- タイラー・ブラケット
- マイケル・キーン
- パディ・マクネア
- リース・ジェームズ
- キャメロン・ボースウィック＝ジャクソン
- ティモシー・フォス＝メンサー
- ブランドン・ウィリアムズ
- アクセル・トゥアンゼベ
- テデン・メンギ

### MF
- ライアン・ギグス
- ポール・スコールズ
- ニッキー・バット
- デビッド・ベッカム
- ジョン・オシェイ
- ダレン・フレッチャー
- トム・クレヴァリー
- ダニー・ドリンクウォーター
- ポール・ポグバ
- アドナン・ヤヌザイ
- ジェシー・リンガード
- アンドレアス・ペレイラ
- スコット・マクトミネイ
- ジェシー・リンガード
- ジェームズ・ガーナー
- ハンニバル・メイブリ

### FW
- ジュゼッペ・ロッシ
- フェデリコ・マケダ
- ダニー・ウェルベック
- ジェームズ・ウィルソン
- マーカス・ラッシュフォード
- メイソン・グリーンウッド
- アンソニー・エランガ
- タヒス・チョン
- ショラ・ショレティレ